# Josh Daugherty
Pour les articles homonymes, voir Daugherty.
Josh Daugherty est un acteur, un réalisateur et un producteur américain né le 14 février 1975 à Oregon (Ohio) (États-Unis).

## Filmographie

### Comme acteur
- 1999 : A Cinnamon Roll Story : Josh
- 2000 : Mission Extreme (série TV) : (2000-????)
- 2002 : The Naked Run : Chip Davenport
- 2002 : Nous étions soldats (We Were Soldiers) : Sp4 Robert Ouellette
- 2004 : The Old Man and the Studio : Graden
- 2005 : Charmed : Nick (saison 8 épisode 5)
- 2005 : 3 Rounds : Mickey Savage
- 2006 : Interrogation
- 2006 : Ghost Whisperer : Dr Bob Norris (saison 1, épisode 16)
- 2007 : Supernatural : Walter Rosen / Envy
- 2012 : John Carter : Bagarreur #1
- 2013 :  Rendez-moi ma fille (A Mother's Rage) (TV) : Brad Knowles
- 2014 : agents du shield : Kyle (saison1 épisode 22)
- 2019 : Nancy Drew and the Hidden Staircase : Mr. Banes

### Comme réalisateur
- 2005 : The Stranger

### Comme producteur
- 2000 : Mountain Cry
- 2006 : Interrogation